# 1952年の日本
1952年の日本（1952ねんのにほん）では、1952年（昭和27年）の日本の出来事・流行・世相などについてまとめる。

## 他の紀年法
日本では、西暦の他にも以下の紀年法を使用している。なお、以下の紀年法は西暦と月日が一致している。
- 元号
  - 昭和27年
- 神武天皇即位紀元
  - 皇紀2612年
- 干支
  - 壬辰（みずのえ たつ）

## 在職者
- 連合国軍最高司令官総司令部: マシュー・リッジウェイ（ - 4月28日）
- 天皇: 裕仁
- 内閣: 第3次吉田第3次改造内閣（ - 10月30日）、第4次吉田内閣（10月30日 - ）
- 内閣総理大臣: 吉田茂
- 内閣官房長官: 保利茂（ - 10月30日）、緒方竹虎（10月30日 - ）
- 最高裁判所長官: 田中耕太郎
- 衆議院議長: 林譲治（ - 8月1日）、大野伴睦（8月26日 - 8月28日、10月24日 - ）
- 参議院議長: 佐藤尚武
- 国会: 第13回（常会: 1月22日 - 7月31日）、第14回（常会: 8月28日）、（緊急集会: 8月31日）、第15回（特別会: 11月8日 - 1953年3月14日）

## できごと

### 1月
- 1月1日 - 宝塚歌劇団によって『源氏物語』が上演される（春日野八千代の当たり役として知られる）。
- 1月6日 - 西鉄大牟田市内線がこの日より休止（1954年3月15日廃止）。
- 1月13日 - ビルマより輸入された米のうち約1/3が黄変米である事が判明。
- 1月21日 - 白鳥事件が発生。
- 1月23日 - 国会中継のラジオ放送がスタート。
- 1月26日 - 弘前電気鉄道（現・弘南鉄道大鰐線）が開業。

### 2月
- 2月4日 - アメリカ軍の統治下にあったトカラ列島が日本国政府の施政下に復帰（本土復帰、2月10日に十島村を新設）
- 2月8日 - 改進党結成。
- 2月18日 - 陣屋事件。将棋の王将戦で升田幸三が木村義雄との対局を拒否。
- 2月19日 - 青梅事件発生。
- 2月20日 - 東大ポポロ事件発生。
- 2月21日 - 木造地区警察署襲撃事件。
- 2月25日 - 米谷事件発生。
- 2月28日 - 日米行政協定調印。

### 3月
- 3月1日 - 計量法が施行。
- 3月4日 - 十勝沖地震発生。津波などにより死者28名、行方不明5名、家屋流出等被害8973棟。
- 3月10日 - 北海道放送が開局。
- 3月20日 - アメリカ合衆国連邦政府、日本国との平和条約を批准。
- 3月25日
  - 信越放送（当時は信濃放送）が開局。全国8局目（東日本では3局目）の民間放送開局であり、五大都市圏以外で初めての民放の開局となった。
  - 西武鉄道が国鉄新宿駅付近に新たなターミナル駅の西武新宿駅を開業（西武新宿線西武新宿駅 - 高田馬場駅間が開業）。
- 3月29日 - 国家地方警察東京都本部、小河内村の山村工作隊を逮捕。
- 3月31日 - 日本文化放送協会（現在の文化放送）開局。

### 4月
- 4月1日
  - 硬貨式の公衆電話が登場。
  - 神戸放送（愛称：ラジオ神戸。現：ラジオ関西）が開局。
  - この日発売の「少年」（光文社）にて、手塚治虫のSF漫画『鉄腕アトム』が連載開始。
  - 戦時中の1945年に休止されていた近鉄法隆寺線が正式に廃止。
- 4月5日 - 前年の火災で一部が焼失した中日球場のスタンド改築工事が終了。
- 4月6日 - 大村競艇場にて競艇が初開催される。
- 4月9日 - 羽田発福岡行の日航機「もく星」号が消息を絶ち、翌10日朝に伊豆大島の三原山噴火口の東側でバラバラの機体が発見され、乗客・乗員37人全員が死亡した[1]。
- 4月10日 - NHKラジオ第1にて菊田一夫脚本のラジオドラマ『君の名は』が放送開始。
- 4月17日 - 鳥取市の中心市街地で大規模火災が発生。
- 4月18日 - 日本と西ドイツの間に国交樹立。
- 4月21日 - 日本民間放送連盟（民放連）発足。
- 4月26日 - 最終追放解除。岸信介ら5人は含まれず。
- 4月27日 - ナショナル自転車工業設立（松下電器産業が自転車事業に参入）。
- 4月28日
  - 日本国との平和条約（サンフランシスコ平和条約）発効により連合国軍被占領解除。[2]
  - 日本国とアメリカ合衆国との間の安全保障条約発効。
  - 連合国軍最高司令官総司令部 (GHQ)が廃止され、日本の主権が回復された。
  - 日華平和条約締結（8月5日発効）。

### 5月
- 5月1日
  - 第23回メーデーの一部の参加者が使用の禁止されている皇居前広場に向かった事から警官隊と衝突し、死者2人・重軽傷者二千数百人・1230人が逮捕された。（血のメーデー事件）[3]
  - ラジオ仙台（現在の東北放送）が開局。
  - 永谷園、「お茶漬け海苔」を発売。
- 5月9日 - 早稲田大学事件
- 5月10日
  - 石川県の北陸放送（当時の名称は北陸文化放送）が日本海側初の民間ラジオ放送を開始。
  - 東京足立区の荒川放水路に首と手足のない男の死体が見つかった。死体は警視庁志村署の巡査で、内妻とその母親が逮捕された。内妻が小学校の教師で女2人によるバラバラ殺人という点が話題となった。[4]（荒川放水路バラバラ殺人事件）
- 5月13日 - 広島地裁被疑者奪回事件。
- 5月15日 - 日本とイスラエルの間に国交樹立。
- 5月19日 - 白井義男が日本人で初のボクシング世界チャンピオンになる。
- 5月26日 - 高田事件。
- 5月30日 - 大梶南事件。
- 5月31日 - ケーヨー設立。

### 6月
- 6月1日 - 仙台駅の仙石線ホームを地下から地上に移設。これにより日本初の地下鉄道であった仙石線の旧仙台駅地下ホームが役目を終えて姿を消すこととなった。
- 6月2日 - 菅生事件が発生。
- 6月5日 - 万来町事件が発生。
- 6月24日
  - 吹田事件。
  - 枚方事件。
- 6月29日 - 神戸に入港中のイギリス海軍巡洋艦の上等水兵2人がタクシー強盗で1700円を奪い逮捕された。神戸地方裁判所で懲役2年6月の判決が言い渡されたが、イギリス政府からの抗議により国際問題化した。しかし、二審の大阪高等裁判所で執行猶予3年と決まった。[5]

### 7月
- 7月1日
  - 住民登録の実施開始。
  - 羽田飛行場の施設の一部がアメリカ軍から返還され、東京国際空港としての業務を開始。
  - 北日本放送、福井放送（当時の愛称はラジオ福井）、四国放送が開局。四国放送は四国初の民間ラジオ局。
- 7月16日 - 平和台事件が発生。
- 7月19日から8月3日 - フィンランドのヘルシンキで戦後2度目のオリンピック夏季大会が開催された。日本の参加はベルリン大会以来16年ぶり。石井庄八がレスリング フリースタイル・バンタム級で金メダルを獲得し、体操も好成績だったが、陸上・水泳は不振に終わった。[6]
- 7月29日 - 日本のアマチュア無線が再開。全国の30人に戦後初のアマチュア無線局予備免許発給。（アマチュア無線の日）
- 7月31日 - 日本テレビ放送網が日本初となるテレビジョン放送の予備免許を取得（日本のテレビ放送の予備免許取得第1号）。

### 8月
- 8月8日 - 巨人が広島に勝利し、日本プロ野球球団で初の球団創設以来通算1000勝達成。
- 8月13日 - 日本が国際通貨基金 (IMF) に加盟。
- 8月15日 - 富山地方鉄道笹津線大久保町駅 - 地鉄笹津駅間が開業。
- 8月23日 - 芸能娯楽誌「明星」（集英社）創刊。
- 8月26日 - 第14国会召集（8月28日解散）。
- 8月28日
  - 衆議院解散（抜き打ち解散）。
  - 日蓮正宗信徒団体の創価学会、宗教法人取得。

### 9月
- 9月21日 - 大相撲の4本柱がなくなる。吊屋根に4色の房がつく。
- 9月24日 - 第五海洋丸の遭難が発生。伊豆諸島青ヶ島南30マイル付近に出来つつあった新島（明神礁）の観測を行っていた海上保安庁水路部の第五海洋丸が新島の爆発に巻き込まれ遭難し、調査団9人・乗組員22人全員が死亡した。[7]

### 10月
- 10月 - お多福造酢株式会社（現：オタフクホールディングス）設立。
- 10月1日
  - 中国放送（当時はラジオ中国）が開局。
  - 第25回衆議院議員総選挙投票。自由党が辛うじて過半数を確保し、第4次吉田内閣が成立した。[8]連合国軍占領下の1950年に制定された公職選挙法に基づいて実施された最初の衆議院議員総選挙（1953年3月14日解散）。
- 10月18日 - 巨人が日本シリーズで南海下し2年連続日本一。
- 10月24日 - 第15回特別国会召集。
- 10月25日 - 「日本国との平和条約」発効により、ポツダム命令がこの日で全て廃止される。
- 10月28日 - 日本テレビ放送網（現法人：日本テレビホールディングス）が会社設立。

### 11月
- 11月1日 - 静岡放送（当時の愛称はラジオ静岡）が開局。
- 11月10日 - 皇太子明仁親王の成年式および立太子の礼が皇居仮宮殿で行われた。東宮仮御所から馬車で皇居まで移動後、午前10時から加冠の儀と宣制の儀が行われた。[9]
- 11月25日 - 大阪讀賣新聞（現：読売新聞大阪本社）創刊。
- 11月26日 - 五所川原税務署襲撃事件。

### 12月
- 12月1日 - 大沼電鉄がこの日より休止（12月25日に廃止）。
- 12月14日 - プロ野球機構が「10年制度の特権」を定める。同一球団に所属はA級10年、複数球団に所属はB級10年。
- 12月6日 - 湧網東線常呂駅 - 下佐呂間駅間開業。
- 12月16日 - 日本炭鉱労組は賃金闘争のストライキを行ったが、政府が労働関係調整法第35条による50日間争議行為禁止の緊急調整権を発動し中止となった。[10]
- 12月18日 - 日本電気産業労組は、賃上げ要求で9月から長期ストを行っていたが、中労委あっせんで解決した。[10]
- 12月23日 - 白新線が開業。
- 12月24日
  - 新潟放送（当時はラジオ新潟）が開局。
  - 神戸放送（現・ラジオ関西）が日本の放送局では初めての電話リクエスト番組を実施。
- 「請訓」運動が行われる。（-1953年）

## 社会
- 労働運動は1950年のレッドパージから立ち直りつつあり、破防法反対・経済闘争などに活気を見せた。[10]

## 芸術・文化・ファッション

### 出版

#### 文学
- 芥川賞
  - 第27回（1952年上半期） - 該当作品なし
  - 第28回（1952年下半期） - 五味康祐 『喪神』、松本清張 『或る「小倉日記」伝』
- 直木賞
  - 第27回（1952年上半期） - 藤原審爾『罪な女』その他
  - 第28回（1952年下半期） - 立野信之『叛乱』

#### 漫画
- 4月7日 - 手塚治虫「鉄腕アトム」、月刊誌「少年」に連載開始。

### 演劇
宝塚歌劇団

### 映画
- 生きる（監督：黒澤明、主演：志村喬）
- 西鶴一代女（監督：溝口健二、主演：田中絹代）
- 真空地帯（監督：山本薩夫）
- 次郎長三國志 次郎長賣出す（監督：マキノ雅弘）。シリーズ第1作。

### ラジオ
- 3月8日 - 信越放送（SBC）開局。
- 3月10日 - 北海道放送（HBC）開局。
- 3月31日 - 日本文化放送協会（NCB、現文化放送）開局。
- 4月1日 - 神戸放送（現・ラジオ関西）開局。
- 4月10日 - NHKラジオ「君の名は」がスタート。
- 5月1日 - 仙台放送 （現・東北放送）開局。
- 5月10日 - 北陸文化放送（現・北陸放送）開局。
- 7月1日 - 北日本放送、四国放送開局。
- 7月20日 - 福井放送（FBC）開局。
- 10月1日 - ラジオ中国（現・中国放送）開局。
- 11月1日 - ラジオ静岡（現・静岡放送）開局。
- 12月25日 - ラジオ新潟（現・新潟放送）開局。

### コマーシャル
| キャッチフレーズなど | 商品名など   | メーカー     | 出演者 | 音楽     |
| -------------------- | ------------ | ------------ | ------ | -------- |
| 金鳥の歌             | -            | 大日本除虫菊 | -      | 三木鶏郎 |
| ハウスカレーの歌     | ハウスカレー | ハウス食品   | -      | 三木鶏郎 |

## スポーツ

### 総合競技大会
- 第7回国民体育大会 (東北3県国体)

### 各競技
野球
- 大会
  - 4月1日から6日：第24回選抜高等学校野球大会
  - 8月3日から11日：第23回都市対抗野球大会
  - 8月13日から20日：第34回全国高等学校野球選手権大会
  - 8月22日から24日：第1回全日本大学野球選手権大会
- プロ野球[カテゴリ 2]
  - セ・リーグ優勝 - 読売ジャイアンツ
  - パ・リーグ優勝 - 南海ホークス
  - 7月3日、5日 - 1952年のオールスターゲーム
  - 7月16日 - （平和台事件）
  - 10月11日から18日 - 日本シリーズ優勝 - 読売ジャイアンツ
    - 1952年の大阪タイガース
    - 1952年の近鉄パールス
    - 1952年の国鉄スワローズ
    - 1952年の松竹ロビンス
    - 1952年の大映スターズ
    - 1952年の大洋ホエールズ
    - 1952年の東急フライヤーズ
    - 1952年の名古屋ドラゴンズ
    - 1952年の南海ホークス
    - 1952年の西鉄ライオンズ
    - 1952年の阪急ブレーブス
    - 1952年の広島カープ
    - 1952年の毎日オリオンズ
    - 1952年の読売ジャイアンツ

相撲
- 大相撲（幕内最高優勝）
  - 春場所 - 羽黒山政司
  - 夏場所 - 東富士謹一
  - 秋場所 - 栃錦清隆

ボクシング
- 5月19日：ダド・マリノ 対 白井義男戦

ラグビー
- 1月 - 第31回全国高等学校ラグビーフットボール大会

バレーボール
- 4月26日から30日：第1回全日本都市対抗バレーボール優勝大会

サッカー
- 5月3日から6日：第32回天皇杯全日本サッカー選手権大会

## 誕生

### 1月
- 1月2日 - 井原慎一郎、元プロ野球選手
- 1月4日 - 藤田賢治、プロ野球選手
- 1月8日 - 鮫島有美子、声楽家・ソプラノ歌手
- 1月8日 - 大迫たつ子、プロゴルファー
- 1月10日 - 青木裕史、歌手（+ 2020年）
- 1月10日 - 高木美也子、生命倫理学者
- 1月10日 - 川端誠、絵本作家
- 1月12日 - 楠田枝里子、フリーアナウンサー・タレント、元日本テレビアナウンサー
- 1月12日 - 梅野哲徳、プロ野球選手
- 1月17日 - 坂本龍一、作曲家（+ 2023年）
- 1月23日 - 太田幸司、元プロ野球選手、（近鉄・巨人・阪神）、野球解説者
- 1月25日 - 藤原辰雄、調教師（JRA）
- 1月26日 - 世良賢治、元プロ野球選手
- 1月27日 - 安達かおる、AV監督
- 1月28日 - 三浦友和、俳優

### 2月
- 2月1日 - 姫野達也、ミュージシャン、元チューリップ
- 2月3日 - 山口美也子、女優
- 2月3日 - ハリケーン照、元プロボクサー（+ 2014年）
- 2月5日 - 金田伊功、アニメーター（+ 2009年）
- 2月5日 - 後藤次利、ベーシスト、作曲家
- 2月5日 - 斉藤鉄夫、政治家
- 2月6日 - キャシー中島、タレント
- 2月8日 - 郷里大輔、声優（+ 2010年）
- 2月8日 - 土屋敬之、東京都議会議員
- 2月9日 - 真野響子、女優・大学講師
- 2月9日 - 土屋品子、政治家
- 2月10日 - 宇野輝幸、元プロ野球選手
- 2月10日 - 北尾一喜、プロ野球選手
- 2月12日 - 登記欣也、プロ野球選手
- 2月13日 - 松本芳之、プロ野球選手
- 2月17日 - 桑原譲太郎、小説家
- 2月17日 - りりィ、シンガーソングライター、女優（+ 2016年[11]）
- 2月18日 - 大北敏博、プロ野球選手
- 2月19日 - 村上龍、小説家・映画監督
- 2月20日 - 有田芳生、ジャーナリスト、テレビコメンテーター、参議院議員
- 2月22日 - イッセー尾形、俳優
- 2月23日 - 中島みゆき、シンガーソングライター
- 2月27日 - グッチ裕三、タレント、歌手
- 2月28日 - 瓜生秀文、プロ野球選手
- 2月29日 - 峰竜太、俳優、タレント ※戸籍上は3月1日生まれ
- 2月29日 - 佐久間正英、ミュージシャン、プロデューサー ※戸籍上は3月1日生まれ（+ 2014年）
- 2月29日 - 男鹿和雄、アニメーション美術監督

### 3月
- 3月3日 - 大森一樹、映画監督
- 3月3日 - 鮎川潤、犯罪学者、関西学院大学教授
- 3月3日 - 瀬戸弘幸、政治活動家
- 3月5日 - 山下大輔、元プロ野球選手（大洋）、元プロ野球監督（横浜）
- 3月5日 -渋沢田鶴子、福祉学者
- 3月8日 - 国岡恵治、プロ野球選手
- 3月11日 - 簑田浩二、元プロ野球選手（阪急・巨人）
- 3月12日 - 奥寺康彦、元サッカー選手
- 3月22日 - 吉田栄勝、元レスリング選手、レスリング指導者、吉田沙保里の父（+ 2014年）
- 3月23日 - 児島美ゆき、女優
- 3月23日 - 数住岸子、ヴァイオリニスト（+ 1997年）
- 3月26日 - 岩城博俊、調教師
- 3月30日 - 佐伯かよの、漫画家

### 4月
- 4月2日 - 加藤英美、元プロ野球選手
- 4月3日 - 中島らも、小説家（+ 2004年）
- 4月3日 - 岩本恭生、ものまねタレント・俳優
- 4月3日 - 高橋敏夫　文芸評論家
- 4月3日 - ボナ植木、マジシャン
- 4月5日 - 淡口憲治、元プロ野球選手
- 4月5日 - 武田展雄、工学者
- 4月7日 - 池内豊、元プロ野球選手
- 4月10日 - さだまさし、シンガーソングライター
- 4月11日 - しばたはつみ、歌手（+ 2010年）
- 4月11日 - 芦岡俊明、プロ野球選手
- 4月11日 - 池畑満也、プロ野球選手
- 4月13日 - 原康義、俳優・声優
- 4月15日 - 兵藤ゆき、タレント
- 4月16日 - 永井良和、元サッカー選手
- 4月16日 - なぎら健壱、フォークシンガー・俳優・タレント
- 4月18日 - 笹本信二、元プロ野球選手
- 4月22日 - 神垣雅行、元プロ野球選手
- 4月23日 - 河島英五、シンガーソングライター（+ 2001年）
- 4月24日 - 奥村健、ビリヤード選手
- 4月25日 - 鳥羽一郎、歌手
- 4月25日 - 里見まさと、漫才師（ザ・ぼんち）
- 4月26日 - 新井宏昌、元プロ野球選手（南海・近鉄）
- 4月27日 - 松岡高信、プロ野球選手
- 4月30日 - 勝亦治、プロ野球選手

### 5月
- 5月2日 - 夏木マリ、女優・歌手
- 5月3日 - 猪口邦子、政治家・国際政治学者
- 5月5日 - 町支寛二、ギタリスト
- 5月5日 - 津田弥太郎、政治家
- 5月6日 - 向井千秋、宇宙飛行士・医学博士
- 5月7日 - 蔵田照美、ハンドボール選手
- 5月12日 - 風吹ジュン、女優
- 5月12日 - 秋川リサ、ビーズ作家・女優・タレント
- 5月14日 - 大島令子、政治家
- 5月18日 - 秋山孝、イラストレーター、多摩美術大学教授（+ 2022年）
- 5月21日 - すずきじゅんいち、映画監督・映画プロデューサー
- 5月25日 - 金井正幸、元プロ野球選手
- 5月25日 - 林正広、プロ野球選手
- 5月28日 - 宮本四郎、元プロ野球選手（+ 2006年）
- 5月30日 - 前田三郎、プロ野球選手
- 5月31日 - 船田政雄、プロ野球選手

### 6月
- 6月1日 - 池辺忠則、プロ野球選手
- 6月3日 - 湯口敏彦、元プロ野球選手（+ 1973年）
- 6月4日 - 江木俊夫、俳優、歌手、タレント
- 6月4日 - 長松純明、プロ野球選手
- 6月5日 - 佐伯和司、元プロ野球選手（広島、日本ハム）
- 6月6日 - 高橋幸宏、ミュージシャン（+ 2023年）
- 6月8日 - 杉浦享、元プロ野球選手（ヤクルト）
- 6月12日 - 魁輝薫秀、元力士
- 6月12日 - 沖雅也、俳優（+ 1983年）
- 6月13日 - 宮脇敏、元プロ野球選手（+ 2015年）
- 6月13日 - 市場博己、プロ野球選手
- 6月15日 - 柏原純一、元プロ野球選手（南海、日本ハム、阪神）
- 6月15日 - 高木孝治、元プロ野球選手
- 6月20日 - ゼンジー・一億、マジシャン
- 6月20日 - 佐藤勉、政治家
- 6月23日 - 筧文夫、プロ野球選手
- 6月24日 - パルト小石、マジシャン（+ 2021年）
- 6月26日 - 松本隆、そごう・西武
- 6月26日 - 杉田昭栄、宇都宮大学農学部の教授、博士（農学）・医学博士
- 6月28日 - 池谷公二郎、元プロ野球選手（広島）、野球解説者

### 7月
- 7月1日 - 田丸美寿々、ニュースキャスター
- 7月2日 - 小柳ルミ子、歌手
- 7月2日 - 永田哲也、プロ野球選手
- 7月7日 - 山本拓、政治家
- 7月9日 - 村田辰美、元プロ野球選手
- 7月10日 - 麻上洋子、声優
- 7月11日 - 川村博昭、プロ野球選手
- 7月13日 - 三宅民夫、NHKアナウンサー
- 7月13日 - 鵜沢達雄、元プロ野球選手
- 7月14日 - 水谷豊、俳優
- 7月14日 - 松崎泰治、元プロ野球選手
- 7月15日 - 小池百合子、東京都知事
- 7月16日 - 市村則紀、元プロ野球選手
- 7月18日 - 才田修、プロ野球選手
- 7月20日 - 松坂慶子、女優、モデル、歌手
- 7月20日 - 倉持明、元プロ野球選手（ロッテ、クラウン、ヤクルト）
- 7月20日 - 高浦美佐緒、元プロ野球選手
- 7月20日 - 鈴木聖美、ミュージシャン
- 7月20日 - 松盛茂、プロ野球選手
- 7月21日 - 三枝規悦、元プロ野球選手
- 7月25日 - 青山繁晴、独立総合研究所代表取締役社長・作家
- 7月28日 - 小川精一、元プロ野球選手
- 7月28日 - 山本浩二、バスケットボール選手・指導者（+ 2001年）
- 7月29日 - さくまあきら、ゲームクリエイター
- 7月30日 - 堀田かつひこ、漫画家

### 8月
- 8月1日 - 魚住裕一郎、政治家
- 8月2日 - 新美敏、元プロ野球選手
- 8月2日 - 細川安雄、プロ野球選手
- 8月8日 - 池畑慎之介☆（ピーター）、歌手・俳優・日本舞踊家
- 8月8日 - 織田無道、僧侶・タレント (+ 2020年)
- 8月13日 - 森雅志、政治家、富山市長、元富山県議会議員
- 8月14日 - 塩月勝義、プロ野球選手（+ 2000年）
- 8月14日 - 倉骨道広、プロ野球選手
- 8月15日 - 渥美二郎、歌手
- 8月16日 - 石澤典夫、NHKアナウンサー
- 8月17日 - 渡辺純志、元プロ野球選手
- 8月19日 - 日高晶彦、プロ野球選手
- 8月20日 - 藤巻直哉、フォークバンド藤岡藤巻
- 8月20日 - 田中龍夫、政治家
- 8月21日 - 豊田俊郎、八千代市長
- 8月21日 - 滝沢久美子、声優（+ 2022年）
- 8月22日 - 浜浦徹、元プロ野球選手
- 8月24日 - MoJo、アニソン歌手
- 8月25日 - 渡辺進、元プロ野球選手
- 8月26日 - 上田正則、プロ野球選手
- 8月28日 - 菅野光夫、元プロ野球選手（+ 2007年）
- 8月30日 - 梶間健一、元プロ野球選手

### 9月
- 9月1日 - 菅野詩朗、文化放送アナウンサー
- 9月2日 - よこざわけい子[12]、女優・声優
- 9月3日 - ジョニー大倉、ロック歌手・俳優・コメディアン（+ 2014年）
- 9月3日 - 蔵玉錦敏正、元力士 (+ 2020年)
- 9月5日 - 草刈正雄、俳優
- 9月7日 - 上田弘司、俳優、スーツアクター、殺陣師
- 9月10日 - 小林光一、囲碁プロ棋士
- 9月10日 - 清水クーコ、タレント（+ 1991年）
- 9月13日 - 高木美智代、政治家
- 9月15日 - 中島久之、俳優
- 9月20日 - 五十嵐淳子、女優
- 9月22日 - 五大路子、女優
- 9月25日 - 伊藤泰憲、元プロ野球選手
- 9月26日 - 伊藤之雄、政治学者・歴史家
- 9月27日 - 星野道夫、写真家（+ 1996年）
- 9月29日 - 松沼博久、元プロ野球選手（西武）、野球解説者
- 9月29日 - 鳴戸親方、大相撲第59代横綱隆の里（+ 2011年）

### 10月
- 10月1日 - 島津雅彦、映画子役　（お早よう）
- 10月1日 - 三沢淳、元プロ野球選手、政治家（+ 2022年）
- 10月1日 - 執行重徳、元プロ野球選手
- 10月6日 - 埜本修、実業家
- 10月11日 - 清水健太郎、俳優・歌手
- 10月15日 - 笠井亮、政治家
- 10月16日 - 大飛進、元力士
- 10月16日 - 金城基泰、元プロ野球選手（広島・南海・巨人）
- 10月17日 - もたいまさこ、女優
- 10月22日 - タケカワユキヒデ、シンガーソングライター・作家
- 10月23日 - ますむらひろし、作家・画家
- 10月24日 - 夏樹陽子、女優
- 10月28日 - 小林晋哉、元プロ野球選手
- 10月28日 - 小池真理子、小説家
- 10月29日 - 北井久美子、弁護士、厚生労働官僚

### 11月
- 11月1日 - 九十九一、お笑い芸人
- 11月1日 - 島本講平、元プロ野球選手
- 11月2日 - 高月敏文、元プロ野球選手
- 11月5日 - 永本裕章、元プロ野球選手
- 11月6日 - 新垣勉、テノール歌手
- 11月7日 - 中尾明生、元プロ野球選手
- 11月8日 - 堺正幸、元フジテレビアナウンサー
- 11月11日 - 吉幾三、歌手
- 11月12日 - 福井保夫、元プロ野球選手（近鉄）
- 11月14日 - 小林繁、元プロ野球選手（巨人・阪神）、野球解説者（+ 2010年）
- 11月16日 - 宮本茂、ゲームクリエイター（スーパーマリオ開発者）

### 12月
- 12月1日 - 鹿沼絵里、女優
- 12月3日 - 柴田光陽、元騎手、調教師
- 12月10日 - 坂田おさむ、シンガーソングライター（7代目うたのおにいさん）
- 12月11日 - 秋本治、漫画家
- 12月13日 - 井筒和幸、映画監督
- 12月15日 - 大西忠、プロ野球選手
- 12月16日 - 蔵間竜也、元力士・タレント（+ 1995年）
- 12月16日 - ぼんちおさむ、漫才師（ザ・ぼんち）
- 12月17日 - 加藤邦彦、プロ野球選手
- 12月23日 - 内田康宏、愛知県岡崎市長
- 12月27日 - 石川セリ、歌手
- 12月29日 - 浜田省吾、シンガーソングライター

## 死去
- 2月3日 - 蒲原有明、詩人（* 1875年）
- 2月20日 - 高田保、劇作家・随筆家（* 1895年）
- 2月28日 - 木村小左衛門、実業家・政治家（* 1888年）
- 3月1日 - 久米正雄、小説家（* 1891年）
- 3月9日 - 松田重次郎、マツダの創業者（* 1875年）
- 3月27日 - 豊田喜一郎、トヨタ自動車の創業者（* 1894年）
- 3月31日 - 笑福亭圓歌、落語家（* 1881年）
- 4月9日 - 三鬼隆、実業家（* 1892年）
- 4月9日 - 大辻司郎、漫談家（* 1896年）
- 4月10日 - 薩鎮氷、清末民初の軍人・政治家（* 1859年）
- 4月20日 - 東儀哲三郎、音楽家（* 1884年）
- 5月14日 - 三田村鳶魚、随筆家・江戸風俗研究家（* 1870年）
- 5月15日 - 太刀光電右エ門、大相撲の力士・元大関（* 1897年）
- 5月17日 - 中井正一、美学者・評論家（* 1900年）
- 5月21日 - 田中舘愛橘、物理学者（* 1856年）
- 5月26日 - 古島一雄、明治・大正・昭和期のジャーナリスト・政治家（* 1865年）
- 6月26日 - 福田正夫、詩人（* 1893年）
- 7月1日 - 山本実彦、実業家・政治家（* 1885年）
- 8月1日 - 田辺七六、政治家、実業家（* 1879年）
- 8月14日 - 和田信賢、アナウンサー（* 1912年）
- 8月22日 - 平沼騏一郎、司法官僚・第35代内閣総理大臣（* 1867年）
- 8月29日 - 大河内正敏、物理学者（* 1876年）
- 9月1日 - 小杉天外、小説家（* 1865年）
- 9月25日 - 森安三郎、外交官（* 1880年）
- 10月2日 - 市村羽左衛門 (16代目)、歌舞伎役者（* 1904年）
- 10月17日 - 岡田啓介、海軍軍人・第31代内閣総理大臣（* 1868年）
- 10月19日 - 土井晩翠、詩人（* 1871年）
- 10月21日 - 池田豊、元プロ野球審判（* 1893年）
- 11月17日 - 弘田龍太郎、作曲家（* 1892年）
- 12月16日 - 緑嶌友之助、大相撲の力士・元小結（* 1878年）
- 12月22日 - 河村黎吉、俳優（* 1897年）
- 12月30日 - 中山晋平、作曲家（* 1887年）